# Boekenbeurs

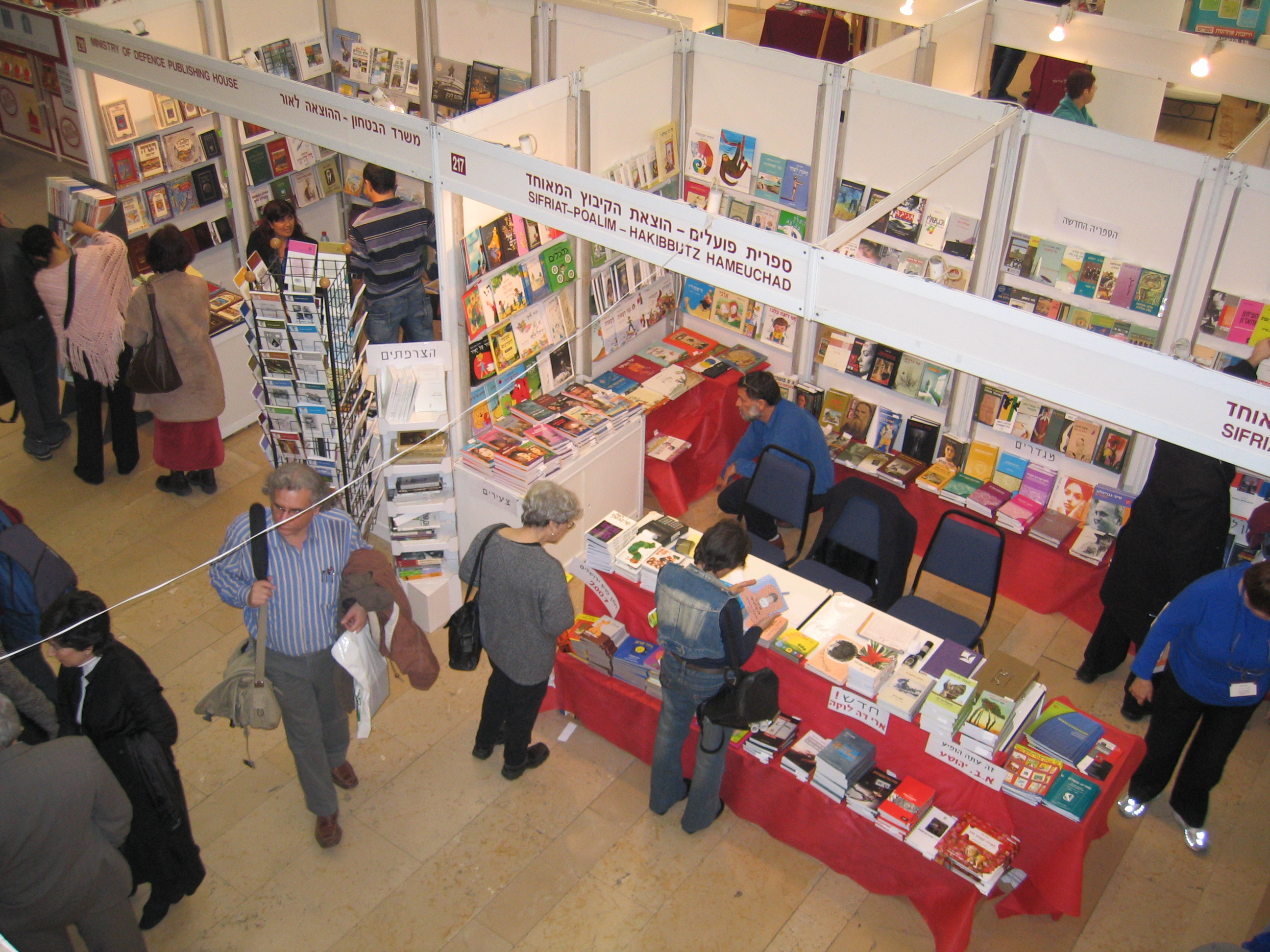
Jerusalem International Book Fair, 2007

Een boekenbeurs is een bijzonder soort boekenmarkt: meestal wordt een boekenbeurs gehouden in een afgesloten ruimte (evenementenhal, hotelzaal, parochiezaal enz.) en belangstellenden moeten meestal entree betalen. 
Boekenbeurzen kunnen sterk uiteenlopen van zeer professioneel georganiseerde evenementen waar alleen professionele antiquaren een veelal hoogwaardig aanbod presenteren (jaarlijks bijvoorbeeld in Antwerpen, Haarlem, Maastricht, Mechelen, Rotterdam en Utrecht), zeer gespecialiseerde boekenbeurzen (zoals een stripbeurs), tot beurzen met een kwalitatief sterk uiteenlopend aanbod. De laatste dienen vaak een goed doel: de plaatselijke harmonie moet van nieuwe uniformen worden voorzien, de opbrengst komt ten goede aan een sociale instelling enz.
Ook zijn er commerciële boekenbeurzen met restantpartijen van uitgevers maar met vaak schappelijke prijzen.

## Lijst van boekenbeurzen

### Benelux
- Boekenbeurs Antwerpen
- Boektopia, Kortrijk
- Foire du Livre de Bruxelles

### Buitenland
- Frankfurter Buchmesse
- Internationale Boekenbeurs van Caïro
- Boekenbeurs van Kaapstad
- Internationale Boekenbeurs van Zimbabwe